# Кам'яниця Голубовичів

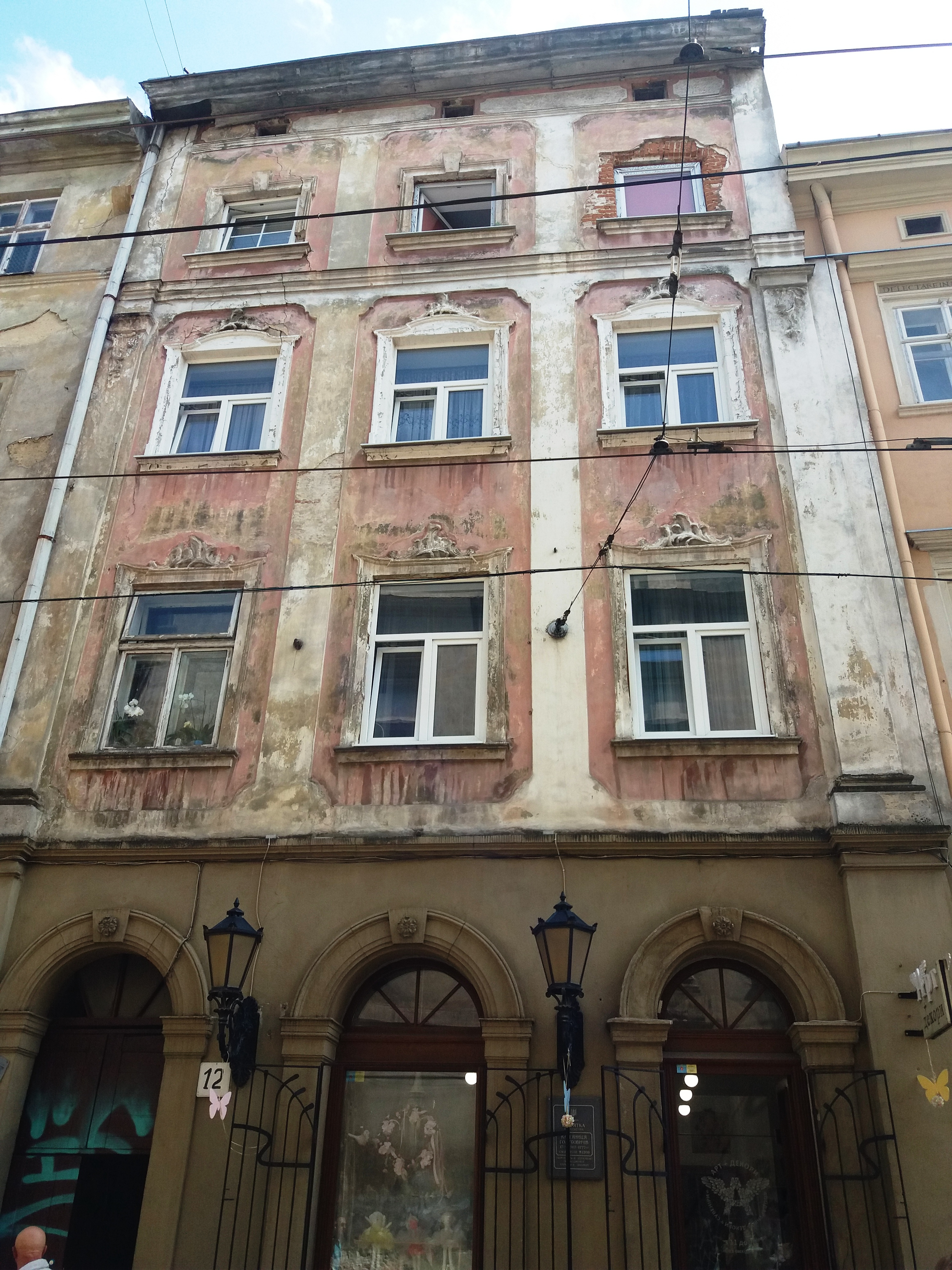
Кам'яниця Голубовичів

Кам'яниця Голубовичів — житловий будинок на вулиці Руська, 12 у Львові. Занесений до Реєстру пам'яток архітектури  і містобудування України національного значення з охоронним номером 1260.

## Історія
Історія кам'яниці Голубовичів  розпочинається  з  XVII століття. Будинок був перебудований в кінці  XVIII століття та у XIX  столітті.Тоді він набув сучасного вигляду.  У   будинку  десять років жив  українського походження львівський скульптор   доби рококо Матвій Полейовський,   брат архітектора Петра Полейовського.

## Опис кам'яниці
Кам'яниця Голубовичів - це   витягнутий у плані цегляний чотириповерховий будинок. Фасад має по три вікна, які декоровані ліпними гірляндами та плоскими пілястрами. Будівельники, перебудовуючи, зберегли первинну трьохчасткову структуру і асиметричне  планування. В інтер'єрі кам'яниці  є печі з кахлями та паркет XIX - початку XX століття.

## Сьогодення
Наразі кам'яниця входить до Реєстру пам'яток архітектури національного значення (охоронний №1260). Будинок житловий. У 
будинку знаходиться галерея-музей «Хаос», де виставляються роботи сучасних львівських художників.  